# العاصمة القديمة (رواية)
العاصمة القديمة (باليابانية:古都) مؤلفها ياسوناري كواباتا ، ترجمها للعربية صلاح نيازي.
الرواية تفتح الآفاق أمام القارئ للتعرف على عالم الإنسان الياباني بكل أبعاده، الفكرية، الثقافية، والدينية إلى جانب العادات والتقاليد التي تضعه في إطار مميز.

## الحبكة
تشيكو سادا هي ابنة تاكيشيرو وشيغي اللذين يديران متجرًا لبيع السلع الجافة بالجملة في حي ناكاغيو بمدينة كيوتو. تشيكو البالغة من العمر الآن عشرين عامًا تعلم منذ أن كانت في المدرسة الإعدادية أنها لقيط تبناها تاكيشيرو وشيغي. ومع ذلك وكما روى شيغي فقد اختطفاها وهي طفلة "تحت أزهار الكرز ليلًا في ضريح جيون". التناقض في كون تشيكو لقيطًا أم مسروقًا هو جزء من الحبكة وسيُكشف لاحقًا في القصة.
بعد لقاءٍ عابرٍ في ضريح ياساكا تكتشف تشيكو وجود أختها التوأم نايكو التي بقيت في قريتها كيتاياما تعمل في غابات الكريبتوميريا الجبلية شمال المدينة. يُربك تشابه مظهري تشيكو ونايكو هيديو النساج التقليدي وهو أحد الخاطبين المحتملين لتشيكو. تتناول هذه الرواية وهي من أواخر الروايات التي أكملها كاواباتا قبل وفاته مواضيع مشتركة في معظم أعماله الأدبية : الشيخوخة والتدهور الثقافة القديمة في اليابان الجديدة التجارية التعبير الخافت عن المشاعر القوية المكبوتة دور الصدفة وسوء الفهم في تشكيل الحياة.
تدور أحداث القصة في كيوتو وتتضمن مهرجانات متنوعة تُقام هناك. أحدها مهرجان جيون الذي يُقام في الكتاب خلال شهر يوليو. كجزء من مهرجان جيون يُقام موكب من العربات التي تُشيّدها أحياء مختلفة في كيوتو ومن ذكريات تشيكو الجميلة مشاركة شينيتشي المهتم أيضًا بتشيكو كصبي في المهرجان. مهرجان العصور هو مهرجان مهم آخر وفيه يصطحب هيديو شقيقتها التوأم نايكو لمشاهدة الموكب.

## استقبال
مع أن كاواباتا لم يعتبرها أفضل أعماله إلا أنها تشترك في نفس الموضوعات مع رواياته الأخرى. كانت رواية "العاصمة القديمة" واحدة من ثلاث روايات استشهدت بها لجنة نوبل عند منح جائزة نوبل للآداب عام ١٩٦٨ لكواباتا. أما الروايتان الأخريان فكانتا "بلاد الثلوج" و "ألف كركي".

## التكيفات
تم تحويل الرواية في عام 1963 إلى فيلم روائي ياباني معروف باللغة الإنجليزية تحت عنوان الأخوات التوأم في كيوتو. أخرجه نوبورو ناكامورا ورُشح لجائزة الأوسكار لأفضل فيلم بلغة أجنبية. أنتج فيلم مقتبس ثانٍ تحت عنوان الرواية الأصلي كوتو في عام 1980 من قبل المخرج كون إيتشيكاوا. أخرج فيلم مقتبس آخر بعنوان كوتو أيضًا من إخراج يوكي سايتو وأصدر في عام 2016.